# العلاقات السيراليونية الغامبية
العلاقات السيراليونية الغامبية هي العلاقات الثنائية التي تجمع بين سيراليون وغامبيا.

## مقارنة بين البلدين
هذه مقارنة عامة ومرجعية للدولتين:
| وجه المقارنة                                              | سيراليون       | غامبيا       |
| --------------------------------------------------------- | -------------- | ------------ |
| المساحة (كم2)                                             | 71.74 ألف      | 11.30 ألف    |
| عدد السكان (نسمة)                                         | 7.56 مليون     | 2.10 مليون   |
| الكثافة السكانية (ن./كم²)                                 | 105.38         | 185.84       |
| العاصمة                                                   | فريتاون        | بانجول       |
| اللغة الرسمية                                             | لغة إنجليزية   | لغة إنجليزية |
| العملة                                                    | ليون سيراليوني | دالاسي غامبي |
| الناتج المحلي الإجمالي (بليون دولار)                      | 3.77 مليار     | 1.01 مليار   |
| الناتج المحلي الإجمالي (تعادل القوة الشرائية) بليون دولار | 10.13 مليار    | 3.34 مليار   |
| الناتج المحلي الإجمالي الاسمي للفرد دولار أمريكي          | 653            | 471          |
| الناتج المحلي الإجمالي للفرد دولار أمريكي                 | 1.97 ألف       |              |
| مؤشر التنمية البشرية                                      | 0.413          | 0.441        |
| رمز المكالمات الدولي                                      | +232           | +220         |
| رمز الإنترنت                                              | .sl            | .gm          |
| المنطقة الزمنية                                           | 00             | 00           |

## مدن متوأمة
في ما يلي قائمة باتفاقيات التوأمة بين مدن سيراليونية وغامبية:
- ترتبط فريتاون مع بانجول باتفاقية توأمة.

## منظمات دولية مشتركة
يشترك البلدان في عضوية مجموعة من المنظمات الدولية، منها:
| علم المنظمة | اسم المنظمة                                                | تاريخ انضمام سيراليون | تاريخ انضمام غامبيا |
| ----------- | ---------------------------------------------------------- | --------------------- | ------------------- |
|             | البنك الإفريقي للتنمية                                     | ?                     | ?                   |
|             | منظمة التعاون الإسلامي                                     | ?                     | ?                   |
|             | منظمة الشرطة الجنائية الدولية                              | ?                     | ?                   |
|             | الاتحاد البريدي العالمي                                    | ?                     | ?                   |
|             | الاتحاد الأفريقي                                           | ?                     | ?                   |
|             | العملية المشتركة للاتحاد الأفريقي والأمم المتحدة في دارفور | ?                     | ?                   |
|             | منظمة التجارة العالمية                                     | ?                     | ?                   |
|             | مؤسسة التنمية الدولية                                      | 13 نوفمبر 1962        | 18 أكتوبر 1967      |
|             | مؤسسة التمويل الدولية                                      | 10 سبتمبر 1962        | 19 سبتمبر 1983      |
|             | منظمة حظر الأسلحة الكيميائية                               | ?                     | ?                   |
|             | الأمم المتحدة                                              | 27 سبتمبر 1961        | 21 سبتمبر 1965      |
|             | الاتحاد الدولي للاتصالات                                   | 30 ديسمبر 1961        | 27 مايو 1974        |
|             | البنك الدولي للإنشاء والتعمير                              | 10 سبتمبر 1962        | 18 أكتوبر 1967      |
|             | مجموعة دول أفريقيا والكاريبي والمحيط الهادئ                | ?                     | ?                   |
|             | المركز الدولي لتسوية المنازعات الاستشارية                  | 14 أكتوبر 1966        | 26 يناير 1975       |
|             | وكالة ضمان الاستثمار متعدد الأطراف                         | 20 يونيو 1996         | 11 سبتمبر 1992      |
|             | يونسكو                                                     | 28 مارس 1962          | 1 أغسطس 1973        |
|             | دول الكومنولث                                              | 1961                  | 1965                |

## وصلات خارجية
- موقع وزارة الخارجية الغامبية